# Arvid Norén
Arvid Verner Norén, född 24 november 1919 i Ålems församling, Kalmar län, död 18 januari 1996, var en svensk byggnadsingenjör och arkitekt. 
Norén, som var son till köpman Alex Norén och Anna Carlsson, var anställd hos Gullringens träförädling 1938, AB Hultsfreds-Industrierna 1939 och på olika arkitektkontor 1940–1942. Sistnämnda år blev han ritkontorschef på AB Svenska trähus och 1955 teknisk chef vid AB Svenska stenhus i Skövde, vilket var dotterbolag till lättbetongproducenten AB Durox och ägnade sig åt planlösningar för typhus.